# Minkah Fitzpatrick
Minkah Fitzpatrick (Old Bridge, 4 novembre 1996) è un giocatore di football americano statunitense che milita nel ruolo di safety per i Miami Dolphins della National Football League (NFL).

## Carriera universitaria
Al college Fitzpatrick giocò a football con gli Alabama Crimson Tide dal 2015 al 2017. Con essi vinse due campionati NCAA nel 2015 e nel 2017 e nelle ultime due stagioni fu premiato come All-American. Nel 2017 vinse inoltre il Chuck Bednarik Award come miglior difensore del college football e il Jim Thorpe Award come miglior defensive back.

## Carriera professionistica

### Miami Dolphins
Il 26 aprile 2018 Fitzpatrick fu scelto come undicesimo assoluto nel Draft NFL 2018 dai Miami Dolphins. Debuttò come professionista subentrando nella gara del primo turno contro i Tennessee Titans in cui mise a segno 6 tackle. La sua annata si chiuse con 80 placcaggi e 2 intercetti in 16 partite, 11 delle quali come titolare.

### Pittsburgh Steelers
Dopo avere richiesto di essere scambiato a inizio stagione, il 16 settembre 2019 Fitzpatrick fu ceduto ai Pittsburgh Steelers per una scelta del primo giro del Draft 2020. Nella prima partita con la nuova maglia forzò un fumble e intercettò il quarterback dei San Francisco 49ers Jimmy Garoppolo ritornando il pallone per 14 yard. Nella vittoria del nono turno sugli Indianapolis Colts fu decisivo ritornando un intercetto su Brian Hoyer per 96 yard in touchdown. Sette giorni dopo fu ancora fondamentale per la vittoria sui Los Angeles Rams segnando un touchdown su un fumble recuperato e mettendo a segno un intercetto su Jared Goff. A fine stagione fu convocato per il suo primo Pro Bowl e inserito nel First-team All-Pro dopo avere messo a segno 69 tackle ed essersi classificato quarto nella NFL con 5 intercetti.
Nella settimana 6 della stagione 2020 contro i Cleveland Browns, Fitzpatrick mise a segno un intercetto su Baker Mayfield ritornandolo per 33 yard in touchdown. A fine stagione fu convocato per il suo secondo Pro Bowl (non disputato a causa della pandemia di COVID-19) e inserito nel First-team All-Pro dopo avere fatto registrare 79 tackle e 4 intercetti.
Nella prima partita della stagione 2022 fu fondamentale nella vittoria ai supplementari degli Steelers contro i Bengals: nel primo tempo intercettò un pallone di Joe Burrow ritornandolo in touchdown mentre negli istanti finali della partita bloccò il tentativo di extra point che avrebbe dato la vittoria a Cincinnati. Per questa prestazione fu premiato come difensore della AFC della settimana. A fine stagione fu convocato per il suo terzo Pro Bowl e inserito nel First-team All-Pro dopo avere guidato la NFL a pari merito con 6 intercetti.
Nel 2023 Fitzpatrick fu convocato per il suo quarto Pro Bowl dopo avere fatto registrare 64 tackle e 3 passaggi deviati in 10 partite.
Nel 2024 Fitzpatrick fu convocato per il suo quinto Pro Bowl.

### Ritorno ai Miami Dolphins
Il 30 giugno 2025 Fitzpatrick fu scambiato con i Miami Dolphins.

## Palmarès
- Convocazioni al Pro Bowl: 5

2019, 2020, 2022, 2023, 2024
- First-team All-Pro: 3

2019, 2020, 2022
- Difensore della AFC della settimana: 1

1ª del 2022
- Leader della NFL in intercetti: 1

2022